# Crassula columnaris
Crassula columnaris là một loài thực vật có hoa trong họ Crassulaceae. Loài này được L.f. miêu tả khoa học đầu tiên năm 1782.